# Gonolobus rostratus
Gonolobus rostratus là một loài thực vật có hoa trong họ La bố ma. Loài này được (Vahl) Schult. mô tả khoa học đầu tiên năm 1820.